# Севек, Вячеслав Кыргысович
Севек Вячеслав Кыргысович (род. 22 марта 1966, Элегест, Тувинская АССР) — учёный-экономист, инженер-строитель, «Снежный барс» Республики Тыва (с 2017).
Является основателем создания кафедры экономики и менеджмента (1999), экономического факультета (2003) и кафедры бухгалтерского учёта, анализа и аудита (2004) Тувинского государственного университета.
Доктор экономических наук (2015), доцент(2004), профессор (2022). Декан экономического факультета Тувинского государственного университета (с 2003). Заведующий кафедрой экономики и менеджмента Тувинского государственного университета (1999—2008). Начальник управления капитального строительства Правительства Республики Тыва (2008—2009) , председатель Тувинского регионального отделения ВЭО (Вольное Экономическое Общество) России (с 2013), председатель общественной организации Федерации альпинизма и спортивного туризма Республики Тыва (2011—2016), председатель Республиканского велотуристического клуба «Хараачыгайлар» (1991—1996 гг.). 1 спортивный разряд по альпинизму.

## Биография
Родился 22 марта 1966 года в селе Элегест Тандинского района ТувАССР в многодетной семье — Кыргыса Севека Бегзиевича и Севек (Оюн) Самбыл Калбакбаштыговны шестым ребёнком из семи детей. Родители всю трудовую жизнь работали чабанами в с. Элегест. С нулевого по пятый класс учился в Элегестинской средней школе (1971—1975). С 4 по 8 класс учился в восьмилетней школе № 3 г. Чадан (1975—1981). В 1981 году, после окончания 8-го класса, поступил в СПТУ-1 города Кызыла и в 1984 году успешно его закончил с получением диплома с присвоением квалификации «Тракторист-машинист широкого профиля». С 1984 по 1985 годы работал трактористом II класса в совхозе им. С. К. Тока (с. Элегест) Тандинского района. С 1985 по 1987 годы служил в рядах Советской Армии. С 1987 по 1988 годы работал плотником-бригадиром строительного цеха совхоза им. С. К. Тока (с. Элегест) Тандинского района, параллельно обучался на подготовительном отделении Кызылского филиала Красноярского политехнического института (КфКПИ). В 1988 году поступил на 1-й курс КфКПИ. В 1993 году получил диплом специальности «Промышленное и гражданское строительство» с квалификацией инженер-строитель.
После окончания института был рекомендован на должность директора Кызылского кирпичного завода, однако по рекомендации преподавателей остался работать в Кызылском филиале Красноярского политехнического института в качестве стажера-преподавателя на кафедре «Промышленное и гражданское строительство» г. Кызыла Республики Тыва.
В 1994 году проходил годичную стажировку в качестве стажера-исследователя в Санкт-Петербургском государственном архитектурно-строительном университете (СПбГАСУ). В 1995 году поступил на очную аспирантуру СПбГАСУ. Обучаясь в аспирантуре, в 1996 году прошёл переквалификацию на экономиста в Санкт-Петербургском государственном университете экономики и финансов по специальности «Финансы и кредит». В феврале 1999 года успешно защитил кандидатскую диссертацию на соискание ученой степени кандидата экономических наук, тема диссертации «Экономические особенности применения лизинга для строительных предприятий (на примере Республики Тыва)». Специальность 08.00.05 — Экономика и управление народным хозяйством: строительство.
С апреля 1999 года по апрель 2008 года работал заведующим кафедрой экономики и менеджмента Тувинского государственного университета. В 2001 году решением Высшей Аттестационной Комиссии Министерства образования РФ было присуждено ученое звание доцента по кафедре экономики и менеджмента. В 2002—2003 годы декан факультета повышения квалификации Тувинского государственного университета, параллельно совмещая должность заведующего кафедрой экономики и менеджмента. С 2003 года по настоящее время работает деканом экономического факультета Тувинского государственного университета, до апреля 2008 года параллельно совмещая должность заведующего кафедрой экономики и менеджмента. С апреля 2008 по июнь 2009 года работал начальником Управления капитального строительства Правительства Республики Тыва. Во время работы в УКС Республики Тыва под его непосредственным руководством были введены в эксплуатацию более 20 объектов промышленного и гражданского строительства в Республике Тыва.
В марте 2015 году в СПбГАСУ защитил диссертацию на соискание учёной степени доктора экономических наук по теме «Формирование организационно-экономического механизма развития жилищного строительства в регионах» (Специальность 08.00.05 — Экономика и управление народным хозяйством: экономика, организация и управление предприятиями, отраслями, комплексами (строительство). Научный консультант — заслуженный деятель науки РФ, доктор экономических наук, профессор А. Н. Асаул. Официальные оппоненты — заслуженный деятель науки РФ, доктор экономических наук, профессор В. В. Бузырев; доктор экономических наук, профессор Ю. А. Левин; доктор экономических наук, профессор О. В. Максимчук. Ведущая организация — ФГАОУ ВПО «Уральский федеральный университет имени первого Президента России Б. Н. Ельцина», г. Екатеринбург.
В 2015—2016 годы прошёл обучение монгольского языка в Национальном университете г. Улан-Батора Монголии.
Семья
- Жена — Руслана Монгушовна Севек, к.э.н., доцент, доцент кафедры экономики и менеджмента Тувинского государственного университета.
  - Дочь — Шончалай, выпускница Санкт-Петербургского государственного архитектурно-строительного университета, замужем, живёт с мужем, дочерью и сыном в Кызыле.
  - Сын — Айдыс, учащийся средней школы г. Кызыла.

## Общественная работа
- Член Правления Вольного экономического общества России (с 2015)[23];
- Председатель Тувинского регионального отделения Вольного экономического общества России (c 2013)[24];
- Председатель редакционной коллегии научного электронно-сетевого журнала «В центре экономики» (с 2022 г.);
- Председатель Тувинской республиканской общественной организации Федерация альпинизма и спортивного туризма Республики Тыва (c 2011 по 2016)[25];
- Председатель Общественного совета Службы по финансово-бюджетному надзору Республики Тыва (с 2017)[26];
- Член общественно-делового совета по управлению приоритетными проектами по направлениям деятельности Министерства экономики Республики Тыва (с 2018)[27];
- Член рабочей комиссии по оценке полноты и своевременности проведения органами исполнительной власти Республики Тыва сезонных видов работ на территории Республики Тыва (с 2017)[28];
- Член рабочей группы по оценке эффективности деятельности организаций среднего профессионального образования Республики Тыва (с 2017)[29];
- Член Коллегии Министерства финансов Республики Тыва (с 2016)[30];
- Член научно-методического совета по направлению ВО 27.03.05 и 27.04.05 — Инноватика федерального учебно-методического объединения (ФУМО) по УГСН 27.00.00 (с 2016);
- Член Высшего инженерного совета «Ассоциация инженеров Республики Тыва» (с 2016);
- Член Общественного Совета при Уполномоченном по защите прав предпринимателей в Республике Тыва (с 2015)[31];
- Член Совета по научной и научно-технической деятельности при Правительстве Республики Тыва. Секция «Региональная экономика» (с 2015)[32];
- Член Координационного совета при Правительстве Республики Тыва по развитию детского туризма[33];
- Член Совета при Главе — Председателя Правительства Республики Тыва по взаимодействию с общественными объединениями (c 2014)[34];
- Член Экспертного совета по оценке регулирующего воздействия действующих нормативных актов Министерства экономики Республики Тыва (c 2013)[35];
- Член Тувинского республиканского отделения «Русское географическое общество» (с 2011);
- Член Петровской Академии наук и искусств (с 2000)[36];
- Член Ученого совета Тувинского государственного университета (с 1999);
- Член Научно-технического совета Тувинского государственного университета (с 1999).

## Научные интересы
Теория и практика регионального инвестиционно-строительного комплекса, экономика и менеджмент в строительстве, оценка эффективности инвестиционной деятельности (658); Региональная (территориальная) экономика (332); Предпринимательство (08-157); Финансы. Государственные финансы. Финансы государственного сектора (336);Экономика туризма (338.48).
Общее количество опубликованных учебных изданий и научных трудов составляет более 250 работ в соответствии выше отмеченными научными и профессиональными интересами.
Из них: 46 — учебных изданий, в том числе 5 учебника 1 из них на монгольском языке; 17 учебных пособий; 8 электронные образовательные ресурсы; 8 — методических рекомендаций. Более 200 — научных работ: 16 монографий; 184 научные статьи, из них: 8 статей входящих международных базы данных; 73 статьи в рецензируемых журналах ВАК; 3 свидетельства на базы данных в соавторстве.
С основными научными трудами В. К. Севека можно ознакомиться по разделу «Авторский указатель» Электронной научной библиотеки по ссылке https://elibrary.ru/author_items.asp?authorid=431579&pubrole=100&show_refs=1&show_option=0

## Научная школа
Название научной школы: Проблемы эффективности модернизационных и инновационных процессов.
Год основания: 2015 г. Данное научное направление сформулировано и вышло из признанной в РФ и за рубежом научной школы А. Н. Асаула, заслуженного деятеля науки РФ, д.э.н., профессора «Методологические проблемы эффективности региональных инвестиционно-строительных комплексов как самоорганизующейся и саморегулируемой системы». 
Основатель научной школы: Севек Вячеслав Кыргысович, д.э.н., профессор, декан экономического факультета Тувинского государственного университета (ТувГУ), последователь-преемник научной школы профессора А. Н. Асаула.
Общее количество членов коллектива научной школы: 24 чел.
в том числе:
- доктора наук — 1 чел. (исследователь-основатель школы);
- кандидаты наук — 11 чел. (последователи-преемники);
- аспиранты — 8 чел. (ученики преемника).

Количество молодых (до 35 лет) членов коллектива научной школы:12 чел.
Под руководством Севека В. К., д.э.н., профессора кандидатские диссертации на соискание кандидата наук защитили:
- Манчык-Сат Чодураа Сергеевна. Тема: Прогнозирование инвестиционных и производственных возможностей строительной организации (на материалах Тувинского регионального инвестиционно-строительного комплекса). Специальность 08.00.05 — Экономика и управление народным хозяйством (по отраслям и сферам деятельности, в том числе: строительство). Защита состоялась: 29 января 2013 г. Место защиты: диссертационный совет Д 212.223.04 при ФГБОУ ВПО «Санкт-Петербургский государственный архитектурно-строительный университет». Адрес диссертационного совета: 190005, Санкт-Петербург, ул. 2-я Красноармейская, д. 4, ауд. 219.
- Донгак Буян Алексеевич. Тема: Формирование и развитие этнических кластеров предпринимательства (на примере Республики Тыва). Специальность 08.00.05. — Экономика и управление народным хозяйством (по отраслям и сферам деятельности, в том числе: экономика предпринимательства). Защита состоялась: 28 июня 2016 г. Место защиты: диссертационный совет Д.212.354.16 при ФГБОУ ВО «Санкт-Петербургский государственный экономический университет». Адрес диссертационного совета: 191023, Санкт-Петербург, ул. Садовая, 21, ауд. 3033.
- Чульдум Аяна Эрес-ооловна. Тема: Управление человеческим капиталом в системе предпринимательства. Специальность 08.00.05. — Экономика и управление народным хозяйством (по отраслям и сферам деятельности, в том числе: менеджмент). Защита состоялась: 30 ноября 2021 г. Место защиты: диссертационный совет Д.212.354.23 при ФГБОУ ВО «Санкт-Петербургский государственный экономический университет». Адрес диссертационного совета: 191023, Санкт-Петербург, ул. Садовая, 21.

## Награды и звания
- Заслуженный экономист Республики Тыва (2023)
- Отличник физической культуры и спорта Республики Тыва (2023)
- Юбилейная медаль в честь 100-летия образования Тувинской Народной Республики (2021 г.);
- Почетное звание «Заслуженный деятель науки Республики Тыва» (2020)[37];
- Почетная грамота Президента ВЭО России (2020);
- Почетное звание «Снежный барс» Республики Тыва (2017)[38];
- Почетная Грамота Министерство образования и науки Российской Федерации (2016)[39];
- Почетная грамота Главы Республики Тыва (2015)[40];
- Звание Российской Федерации «Ветеран труда» (2014).

## Общественное признание научных изданий
- Диплом III степени Вольного экономического общества России «За активную просветительскую работу» от 31.03.2023 г. (2023 г.);
- Дипломом за участие в конкурсе «Декан года» в пятом профессорском форуме «Наука и образование в условиях глобальных вызовов», проведенной общероссийской общественной организацией «Российское профессорское собрание» от 24 ноября 2022 г.;
- Специальная премия «Развитие и продвижение территорий» в конкурсе региональных организаций и отделений в честь 255-летия ВЭО России и Дня экономистов (2020)[41];
- Диплом лауреата Главы — Председателя Правительства Республики Тыва в области науки за 2012 г. (2013);
- Диплом лауреата Всероссийской выставки Российской академии естествознания лучшее учебно-методическое издание за 2014 г. учебник (в соавторстве) «Экономика недвижимости» Кызыл: Издательство ТувГУ, 2012. — 190 с.;
- Диплом лауреата Всероссийской выставки Российской академии естествознания лучшее учебно-методическое издание за 2014 г. учебник (в соавторстве) «Рынок ценных бумаг» Кызыл: Издательство ТувГУ, 2012. — 232 с.;
- Национальный сертификат качества Российской академии естествознания в номинации «Лучший информационный проект» № 01456 (23.09.2014 г.) за учебник «Экономика недвижимости» Кызыл: Издательство ТувГУ, 2012. — 190 с.;
- Национальный сертификат качества Российской академии естествознания в номинации «Лучший информационный проект» № 01459 (23.09.2014 г.) за учебник «Рынок ценных бумаг» Кызыл: Издательство ТувГУ, 2012. — 232 с.;
- Сертификат участника 55 Международного Парижского книжного Салона и Золотая медаль Парижского книжного Салона «PARISBOOKFAIR(23 марта 2015)» за учебник (в соавторстве) «Рынок ценных бумаг» Кызыл: Издательство ТувГУ, 2012. — 232 с.;
- Сертификат участника международной выставки-презентации учебно-методических изданий «Золотой фонд отечественной науки» Российской академии естествознания (Сочи, 2014 г.) за учебник «Рынок ценных бумаг» Кызыл: Издательство ТувГУ, 2012. — 232 с.;
- Сертификат участника международной выставки-презентации учебно-методических изданий «Золотой фонд отечественной науки» Российской академии естествознания (Сочи, 2014 г.) за учебник «Экономика недвижимости» Кызыл: Издательство ТувГУ, 2012. — 190 с.
- Диплом кафедры экономики и менеджмента ФГБОУ ВПО «Тувинский государственный университет». Победителя Всероссийского конкурса кафедр и образовательных программ «ЭКОНОМИКА И УПРАВЛЕНИЕ — 2013» в номинации «Менеджмент». Государственная Дума Федерального Собрания РФ, ВЭО России, Международная Академия менеджмента. Утверждено на заседании жюри комиссии от 15.05.2014 г.
- Диплом Золотая кафедра России (№ 01419 от 16.09.2013 г.) награждается кафедра экономики и менеджмента ФГБОУ ВПО «Тувинский государственный университет» за заслуги в области развития отечественного образования. Президент Российской академии естествознания М. Ю. Ледванов.
- Certificate achievement. The University of Tokyo. Has participated successfully in the XVI International Academic Congress «History, Problems and Prospects of Development of Modern Civilization». Held in Tokyo, Japan, 25-27 April 2015;
- Certificate achievement. The University of Sydney. Has participated successfully in the VII International Academic Congress «Innovation in the Modern World». Held in Sydney, Australia, 18-20 may 2015;
- Certificate achievement. University of Oxford. Has participated successfully in the XIV International Academic Congress «Fundamental and Applied Studies in the Modern World». Held in Oxford, United Kingdom, 23-25 may 2015.
- Диплом за I место выданный ФГБОУ ВО «Тувинский государственный университет» за бизнес-план на тему «Аппетит вершины в с. Мугур-Аксы» в номинации «Успешный старт» вручается Багай-оол Чайзате студентке 4 курса 114-ф группы в Университетском конкурсе «Молодежный бизнес-проект 2018» в рамках Фестиваля науки и творчества «Наша весна» и популяризации предпринимательства как эффективный жизненной стратегии в молодёжной сфере от 24.04.2018 г. Руководитель проекта Севек В. К.
- Диплом за III место выданный ФГБОУ ВО «Тувинский государственный университет» за бизнес-план на тему «Создание кафе блинная в с. Мугур-Аксы» в номинации «Успешный старт» вручается Манбыштай Ольча, студентке 4 курса 114-ф группы в Университетском конкурсе «Молодежный бизнес-проект 2018» в рамках Фестиваля науки и творчества «Наша весна» и популяризации предпринимательства как эффективный жизненной стратегии в молодёжной сфере от 24.04.2018 г. Руководитель проекта Севек В. К.
- Диплом лауреата I степени выданный ФГБОУ ВО «Тувинский государственный университет» награждается Багай-оол Чайзата, экономический факультет в номинации «Лучшая курсовая работа по социально-гуманитарным наукам». Руководитель курсовой работы Севек В. К., май 2018 г.

## Отзывы
Маадыр-оол Ховалыг в своей книге Высшие спортивные достижения и рекорды Тувы отмечает, что во время руководства Вячеслава Севека республиканским велотуристическим клубом «Хараачыгайлар» самый длинный велосипедный маршрут по нитке Кызыл — Барнаул — Усть-Каменогорск (Казахстан) — Рахмановские ключи (Казахстан) — Белуха, 4506 м — Джазатор (Горный Алтай) — Кош-Агач (Горный Алтай) — Монгун-Тайга, 3976 м — Мугур-Аксы — Кызыл пройден членами велоклуба в составе команды: Мерген Кончук (руководитель), Вячеслав Севек, Орлан Ооржак, Александр Иргит.
В 2016 году в стенде ВКонтакте «Успешные азиаты России» Ирина Тугутова написала статью, характеризующую В. К. Севека. Откуда можно узнать о его ценностях в жизни, которые были привиты в семье, о пути инженера-строителя к ученому-экономисту, педагогу и любви к родителям, природе и увлечению туризмом и альпинизмом.
Заслуженный деятель науки России, д.э.н., профессор А. Н. Асаул в своей статье «Максимизация ценности результатов деятельности научной школы, использующей возможности платформ и сетевого эффекта» пишет, что благодаря сетевому эффекту на стадии самоопределения находится научная школа «Проблемы эффективности модернизационных и инновационных процессов». Основатель и лидер д.э.н., профессор, декан экономического факультета Тувинского государственного университета Вячеслав Кыргысович Севек. Научная школа основана в 2015 году. Главной целью научной школы является проведение научных исследований, подготовка научных и научно-педагогических кадров.